# Darja Keluszyk
Darja Ołeksandriwna Keluszyk, ukr. Дар'я Олексіївна Келюшик (ur. 21 listopada 2003) – ukraińska piłkarka, grająca na pozycji bramkarza w klubie Krywbas Krzywy Róg, reprezentantka Ukrainy.

## Kariera piłkarska

### Kariera klubowa
Od 12 lat grała na poziomie amatorskim na pozycji prawego obrońcy. W 2019 rozpoczęła zawodową karierę klubową na pozycji bramkarza w seniorskiej drużynie Dnipro-1, skąd po pół roku przeniosła się do klubu Orion-Auto Mikołajów. W swoim pierwszym sezonie pomogła swojej drużynie zwyciężyć w Pierwszej lidze i zdobyć awans do Wyższej Ligi. Klub w 2019 zmienił nazwę na Spartak-Orion Mikołajów, a w 2020 na Nika Mikołajów. 13 lipca 2021 zawodniczka podpisała kontrakt z Krywbasem Krzywy Róg.

### Kariera reprezentacyjna
31 października 2023 roku zadebiutowała w seniorskiej kadrze narodowej w wygranym 1:0 meczu towarzyskim z Kosowem. Wcześniej broniła barw juniorskiej reprezentacji U-17.

## Sukcesy i odznaczenia

### Sukcesy klubowe
Orion-Auto/Spartak-Orion/Nika Mikołajów
- mistrz Pierwszej ligi Ukrainy: 2019/20

Krywbas Krzywy Róg
- wicemistrz Ukrainy: 2022/23
- finalista Pucharu Ukrainy: 2023